# Nicole Mayer-Ahuja

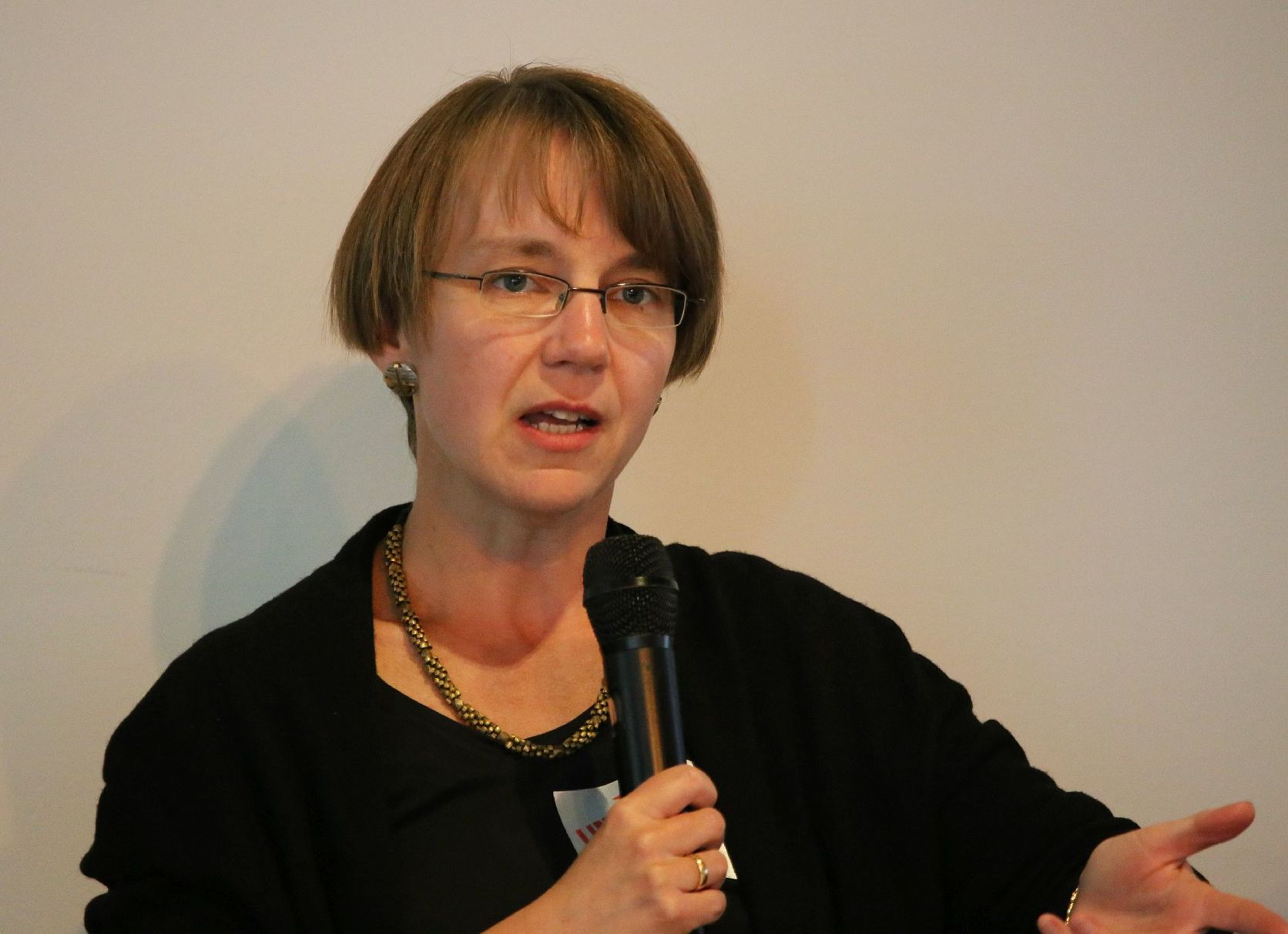
Nicole Mayer-Ahuja (2015)

Nicole Mayer-Ahuja (* 22. August 1973 in Bad Dürkheim) ist Arbeitssoziologin und Professorin an der Universität Göttingen.

## Leben und Wirken
Nicole Mayer-Ahuja studierte nach dem Abitur am Leininger-Gymnasium in Grünstadt an den Universitäten Heidelberg und London Geschichte, Politikwissenschaft und Semitistik. Ihre Magisterarbeit Massenerwerbslosigkeit, Sozialpolitik und die gesundheitlichen Folgen über die Weltwirtschaftskrise von 1929 wurde bei Centaurus veröffentlicht (1999).
An der Universität Göttingen (1999–2002) verfasste Mayer-Ahuja die Promotionsschrift Wieder dienen lernen? Vom westdeutschen ‚Normalarbeitsverhältnis’ zu prekärer Beschäftigung seit 1973. Nach Forschungen zur Reichweite der Entgrenzung von Arbeit in Internet- und Multimediafirmen widmete sich die Habilitationsschrift (2010) den Grenzen der Homogenisierung von Arbeit im Zuge der Transnationalisierung von Unternehmensaktivitäten. Jüngere Forschungen von Mayer-Ahuja befassen sich zum einen mit der Analyse von Veränderungen der Arbeitswelt „nach dem Boom“ anhand der Erprobung IT-basierter Sekundäranalysen von arbeitssoziologischem Material (Leitung der Projektverbünde ReSozIT und eLabour). Zum anderen steht die Auseinandersetzung mit prekärer und informeller Arbeit weiter im Mittelpunkt ihrer Studien, etwa in Forschungen zur betrieblichen Integration von Geflüchteten, wobei Wechselwirkungen zwischen der Gestaltung von Arbeitsprozessen, Beschäftigungsverhältnissen und der staatlichen Regulierung von Arbeit und Migration eine zentrale Rolle spielen. Mayer-Ahuja ist die erste Akademikerin in ihrer Familie.
Mayer-Ahuja war von 2002 bis 2011 wissenschaftliche Mitarbeiterin am Soziologischen Forschungsinstitut (SOFI) an der Universität Göttingen e.V. und von 2011 bis 2012 Direktorin des SOFI. Von 2012 bis 2014 arbeitete sie als Professorin für die Soziologie von Arbeit, Organisation und Innovation am Fachbereich Sozialökonomie der Universität Hamburg. Seit 2014 hat Mayer-Ahuja die Professur für die Soziologie von Arbeit, Unternehmen und Wirtschaft an der Georg-August-Universität Göttingen inne. Von 2015 bis 2021 war sie erneut Direktorin des SOFI und fungierte als Verbindungsprofessorin zwischen Universität und Soziologischem Forschungsinstitut.
Mayer-Ahuja war Fellow (2010/11 und 2020/21) und Mitglied des Advisory Boards des Internationalen Geisteswissenschaftlichen Kollegs „Arbeit und Lebenslauf in globalhistorischer Perspektive“ (re:work, Humboldt-Universität Berlin, bis 2023). Von 2012 bis 2015 war sie im Vorstand der Sektion Arbeits- und Industriesoziologie der Deutschen Gesellschaft für Soziologie tätig, von 2017 bis 2021 Mitglied des Digitalrates Niedersachsen. Mayer-Ahuja ist Vertrauensdozentin der Hans-Böckler-Stiftung sowie der Rosa-Luxemburg-Stiftung und hat die wissenschaftliche Fachaufsicht für die Kooperationsstelle Hochschule und Gewerkschaften an der Universität Göttingen inne. Sie fungiert als Gutachterin für verschiedene wissenschaftliche Stiftungen und Zeitschriften.

## Schriften (Auswahl)

### Monografien
- Everywhere is becoming the same? Regulating IT-work between India and Germany. Social Science Press, New Delhi 2014, ISBN 978-93-83166-01-5.
- Grenzen der Homogenisierung. IT-Arbeit zwischen ortsgebundener Regulierung und transnationaler Unternehmensstrategie. Campus, Frankfurt/New York 2011, ISBN 978-3-593-41072-2.
- Wieder dienen lernen? Vom westdeutschen „Normalarbeitsverhältnis“ zu prekärer Beschäftigung seit 1973. (Dissertation) Edition Sigma, Berlin  2003, ISBN 978-3-89404-502-9.
- Massenerwerbslosigkeit, Sozialpolitik und die gesundheitlichen Folgen. Die Ärztebefragung des Reichstagsabgeordneten Dr. Julius Moses aus dem Krisenjahr 1931 (= Neuere Medizin und Wissenschaftsgeschichte. 10). Centaurus, Pfaffenweiler 1999, ISBN 978-3-8255-0259-1.

### Herausgeberschaften
- mit Knud Andresen, Peter Birke, Svea Gruber, Anna Horstmann: Arbeiten um zu leben! Campus Verlag, Frankfurt 2025.
- mit Marcel van der Linden: Power at Work. A Global Perspective on Control and Resistance. De Gruyter. Berlin. 2023. ISBN 978-3-11-108235-6.
- mit Oliver Nachtwey: Verkannte Leistungsträger:innen. Berichte aus der Klassengesellschaft. In: edition suhrkamp. Sonderdruck. Suhrkamp. Berlin 2021, ISBN 978-3-518-03601-3 (Inhaltsverzeichnis).[13]
- mit Wolfgang Dunkel und Heidemarie Hanekop: Blick zurück nach vorn, Sekundäranalysen zum Wandel von Arbeit nach dem Fordismus. International Labour Studies, Campus Verlag, Frankfurt / New York.
- mit Klaus Dörre, Dieter Sauer, Volker Wittke: Capitalism and Labor. Towards Critical Perspectives. Frankfurt/New York (Campus)
- mit Marius Busemeyer, Bernhard Ebbinghaus, Stephan Leibfried, Herbert Obinger, Birgit Pfau-Effinger: Wohlfahrtspolitik im 21. Jahrhundert. Neue Wege der Forschung. Campus, Frankfurt/New York 2013, ISBN 978-3-593-42036-3.

### Beiträge in Sammelwerken
- Arbeit im Kapitalismus. In: Rainer Bohn, Hartmut Hirsch-Kreinsen, Sabine Pfeiffer, Mascha Will-Zochol (Hrsg.): Lexikon der Arbeits- und Industriesoziologie. 3. erweiterte und aktualisierte Auflage. Nomos, S. 29–33.
- Marx als Arbeitspolitiker. In: Karl Marx – Ratgeber der Gewerkschaften? VSA Verlag, Hamburg 2019, ISBN 978-3-96488-007-9, S. 39–61.

### Artikel
- mit Richard Detje: Der Arbeit ein neues Maß geben. Anregungen aus dem Kampf um die 35-Stunden-Woche für aktuelle Zeitkonflikte. In: Kämpfe um Zeit. Alte Probleme – neue Konflikte. WSI-Mitteilungen 1/2025, Schwerpunktheft, hrsg. Von Knud Andresen, Peter Birke, Svea Gruber, Anna Horstmann, Nicole Mayer-Ahuja, S. 14–21.
- Hoch die internationale Solidarität? Grenzüberschreitende Beschäftigung zwischen Fragmentierung und dem Kampf um die Erweiterung des „Wir“. In: Dingeldey, Irene; Seeliger Martin (Hrsg.): Sonderheft „Solidarität in transnationalen Arbeitsbeziehungen“, WSI-Mitteilungen 5/2024, 337–346.
- Streit um Zeit. Marx’ Beitrag zur Analyse von aktuellen Veränderungen der Arbeitswelt. In: Sablowski, Thomas; Dellheim, Judith; Demirovic, Alex; Pühl, Katharina; Solty, Ingar (Hrsg.): Auf den Schultern von Karl Marx. Münster 2021: Verlag Westfälisches Dampfboot, S. 395–409 (online).
- mit Richard Detje: „Solidarität“ in Zeiten der Pandemie: Potenziale für eine neue Politik der Arbeit?, in: WSI-Mitteilungen 73 (6) 2020, S. 493–500.
- Wandel von Arbeit nach dem Fordismus – arbeitssoziologische Perspektiven. In: Christian Marx und Morten Reitmayer (Hrsg.): Die offene Moderne. Gesellschaften im 20. Jahrhundert. Festschrift für Lutz Raphael zum 65. Geburtstag. Vandenhoeck und Ruprecht, Göttingen, S. 295–317.
- „Normalarbeitsverhältnis“: Ein langer Abschied oder: Zeit für einen neuen Aufbruch? In: A. Doris Baumgartner, Beat Fux (Hrsg.): Sozialstaat unter Zugzwang. Zwischen Reform und radikaler Neuorientierung. Springer VS, Wiesbaden 2019, S. 165–186.
- Die Globalität unsicherer Arbeit als konzeptionelle Provokation: Zum Zusammenhang zwischen Informalität im Globalen Süden und Prekarität im Globalen Norden. In: Zeitschrift für Historische Sozialwissenschaft. Heft 2/2017: Themenheft Arbeit und Kapitalismus, Geschichte und Gesellschaft. S. 264–296.
- Research for Whom? Labour Sociology Between Observation, Co-Management and Social Critique. In: International Journal of Social Action Research. 11 (1–2) 2015, S. 79–92.